# Coelorinchus fasciatus
Coelorinchus fasciatus és una espècie de peix de la família dels macrúrids i de l'ordre dels gadiformes.

## Morfologia
- Els mascles poden assolir 50 cm de llargària total.[2][3]

## Alimentació
Menja principalment copèpodes, poliquets, mol·luscs bentònics, artròpodes, decàpodes, amfípodes, equinoderms i peixos (Myctophidae i Maurolicus).

## Depredadors
A Namíbia és depredat per Merluccius capensis i Merluccius paradoxus, a Nova Zelanda per Genypterus blacodes i a Sud-àfrica per Helicolenus dactylopterus i Chelidonichthys capensis.

## Hàbitat
És un peix d'aigües profundes que viu entre 73-1086 m de fondària, tot i que ho fa normalment entre 400-800.

## Distribució geogràfica
Es troba a l'Àfrica austral, l'extrem més meridional de Sud-amèrica, el sud d'Austràlia (incloent-hi Tasmània) i Nova Zelanda.